# Takes Two to Tango
"Takes Two to Tango" – popularna piosenka, napisana przez Ala Hoffmana i Dicka Manninga, opublikowana w 1952 roku.
Dwie wersje piosenki, nagrane przez Pearl Bailey oraz przez Louisa Armstronga odniosły w 1952 roku sukces na listach przebojów. Utwór w wykonaniu Pearla Baileya ukazał się nakładem Coral Records i 19 września 1952 zadebiutował w zestawieniu Billboard Hot 100, w którym utrzymał się przez siedemnaście tygodni, a najwyższym miejscem jakie zajął było #7. Tym samym był to jedyny hit Baileya, który odniósł sukces w tym notowaniu. Z kolei "Takes Two to Tango" Louisa Armstronga wydany został przez Decca Records i 17 października 1952 zadebiutował na miejscu #28 listy Billboard Hot 100, na której spędził jedynie tydzień.